# Flughafen Hamburg station
Flughafen Hamburg station är en pendeltågsstation under Hamburgs flygplats som trafikeras av Hamburgs pendeltåg (S-Bahn). Linje S1 går till centrala Hamburg och Hamburg Hauptbahnhof. Stationen som öppnade 2008 är en av de senast byggda av Hamburgs pendeltågsstationer. Den ligger i en ca 3 km lång tunnel under flygplatsen. 

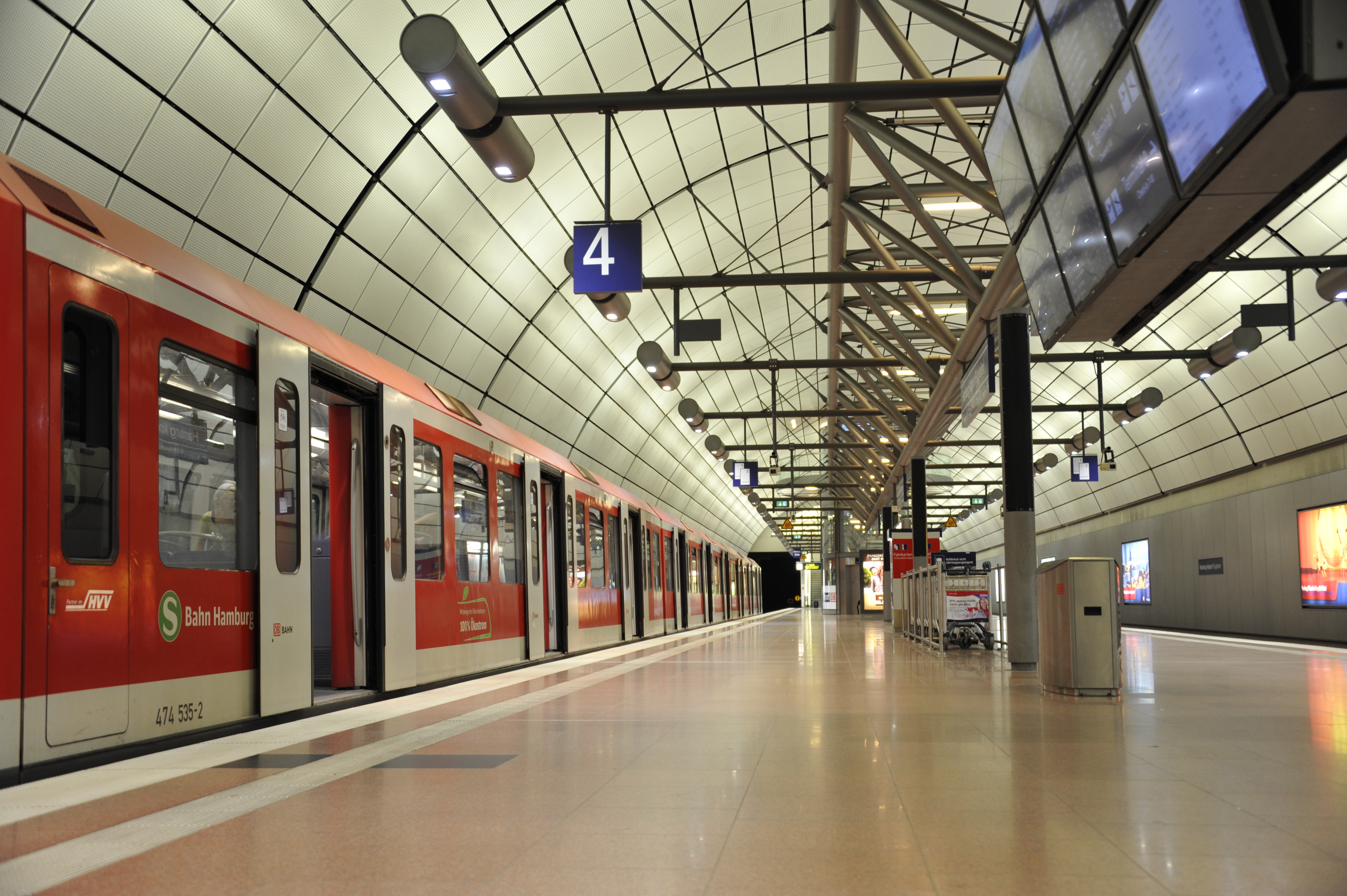
Perrongen
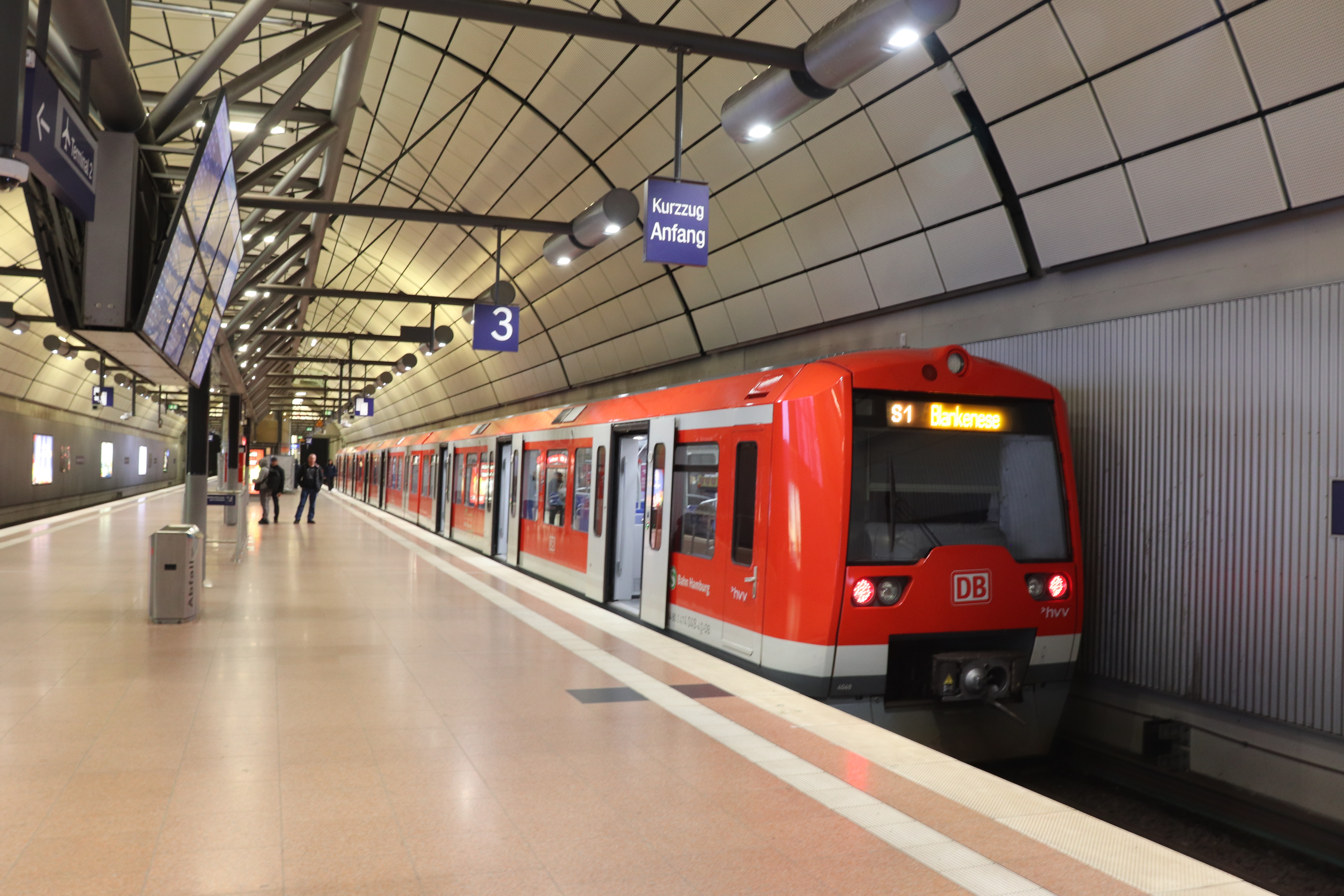